# Bohaibukten

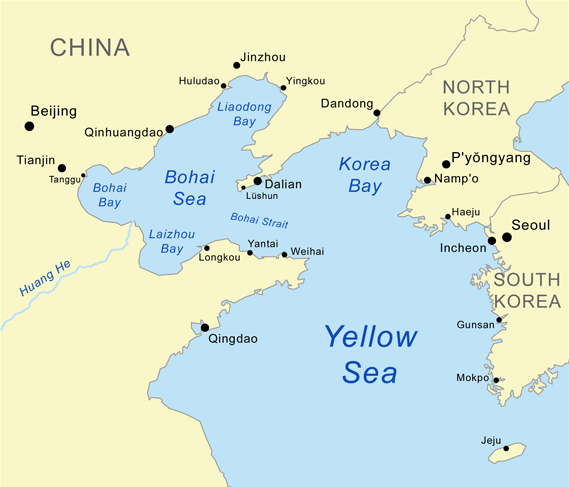
karta över Bohai

För det större vattnet som omger Bohaibukten, se Bohai.
Bohaibukten är en av de tre bukter som formar Bohai, den innersta delen i Gula havet (de andra bukterna är Laizhoubukten och Liaodongbukten), beläget i nordöstra Kina. 
Det finns också oljefyndigeheter i bukten. En av de största fälten är Jidong Nanpu.